# Cirrhipathes diversa
Cirrhipathes diversa är en korallart som beskrevs av Brook 1889. Cirrhipathes diversa ingår i släktet Cirrhipathes och familjen Antipathidae.
Artens utbredningsområde är Indiska oceanen. Inga underarter finns listade i Catalogue of Life.